# Passeggero clandestino
Propriamente un clandestino è una persona che vive, opera, viaggia ecc. di nascosto (dal latino clam "di nascosto"), per estensione l'espressione passeggero clandestino è passata poi ad indicare ogni persona che viaggia illegalmente su un aeroplano, un bus, una nave o un treno.
A seguito degli attentati dell'11 settembre 2001 le maggiori misure di sicurezza adottate nei trasporti in generale e nel trasporto aereo in particolare hanno reso teoricamente più difficile per i passeggeri clandestini arrivare o partire dagli Stati Uniti.
Nel 2007 il portavoce della FAA Ian Gregor ha dichiarato che dal 1947 vi sono stati nel mondo 74 casi conosciuti di passeggeri clandestini su aerei. Soltanto 14 sono sopravvissuti al viaggio.

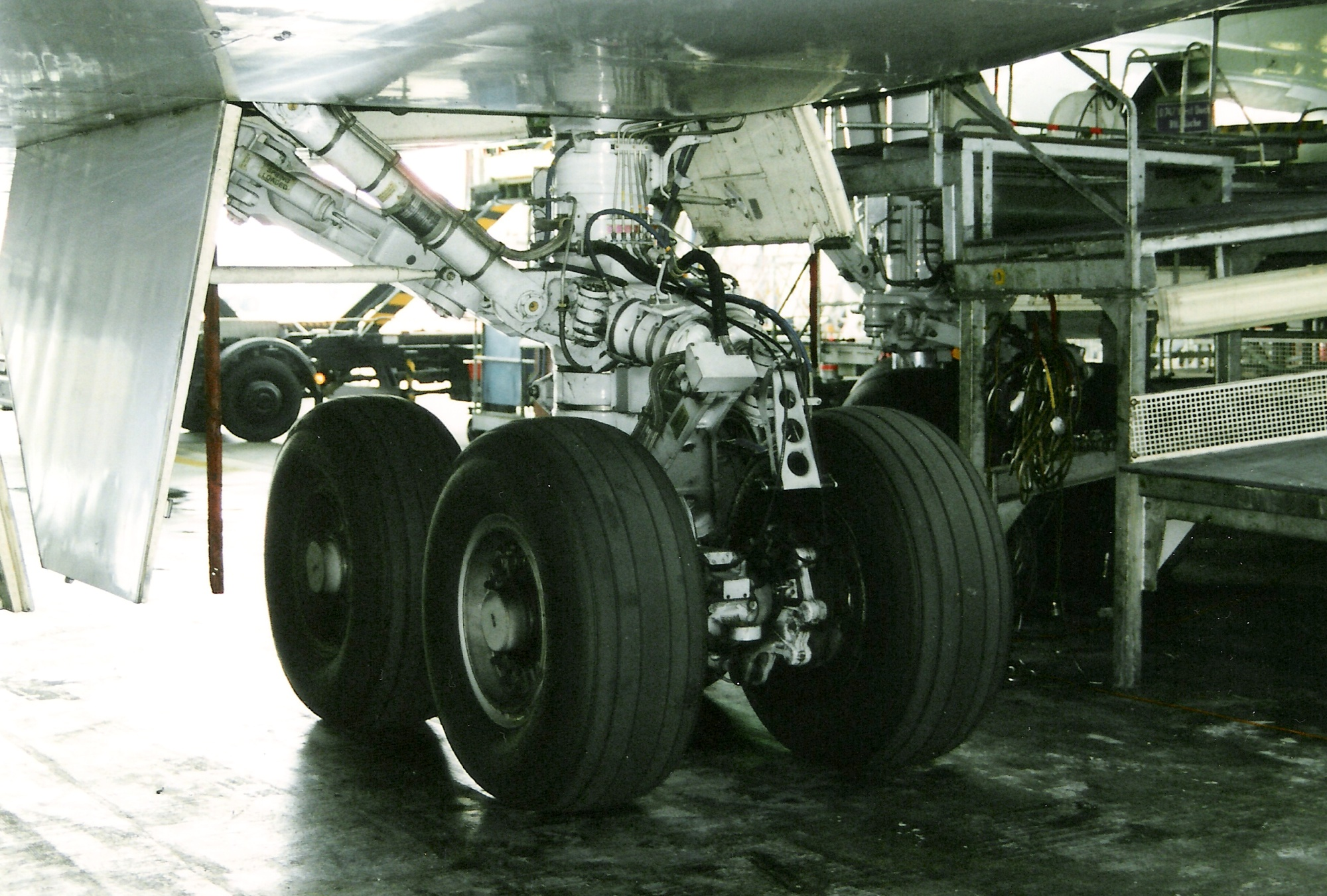
Il carrello di atterraggio di un Boeing 747.

## Incidenti
Il passeggero clandestino si trova spesso in situazioni pericolose. Dato che non dovrebbe essere legalmente a bordo nei viaggi in nave potrebbe dover passare diversi giorni senza acqua né cibo, a rischio della vita. Similmente, se tenta di salire sul carrello di un aeroplano in fase di decollo, l'impatto con il veicolo in movimento ed il vento possono facilmente far perdere l'equilibro facendolo ricadere sulla pista e morire. Anche al momento dell'atterraggio, il contatto tra carrello e pista porta una forte vibrazione all'apparecchio, che può far perdere la presa al clandestino. Sempre nei viaggi aerei è inoltre possibile la morte per ipotermia o per carenza di ossigeno dovuto all'altitudine.
- Il 28 luglio 1999 Yaguine Koita e Fode Tounkara sono stati trovati congelati nel vano carrello di un volo tra Conakry (Guinea) e Bruxelles (Belgio). I due ragazzi trasportavano una lettera, scritta in un francese imperfetto, che venne ampiamente pubblicizzata sui media mondiali[2].
- L'8 giugno 2005 i resti di un passeggero clandestino vennero trovati nel vano carrello di un aereo della South African Airways. Il velivolo era arrivato all'aeroporto John F. Kennedy di New York proveniente da Johannesburg (Sudafrica) via Dakar, Senegal[3].
- Il 28 gennaio 2007 un ragazzo di 17 anni proveniente da Città del Capo (Sudafrica) venne trovato a Los Angeles nel vano carrello di un volo British Airways. Il giovane era probabilmente morto nel precedente volo fatto dal velivolo, ma il corpo non era stato trovato durante lo scalo a Londra. L'aeromobile era stato l'ultima volta a Città del Capo cinque giorni prima, il 23 gennaio 2007[4].
- Il 19 luglio 2007 un uomo venne trovato morto nel vano carrello di un Boeing 747 della United Airlines proveniente dalla Cina, dopo 11 ore di viaggio[5].
- L'11 ottobre 2007 un uomo chiamato Osama R.M. Shublaq riuscì a salire come passeggero clandestino sul volo 119 della Singapore Airlines da Kuala Lumpur (Malaysia), ed a raggiungere Singapore.
- Il 21 aprile 2014 un ragazzo di 16 anni ha viaggiato clandestinamente in un volo di 4-5 ore da San Josè, California, a Maui, Hawaii, dentro il vano carrello dell'aeroplano della Hawaiian Airlines. È riuscito a sopravvivere alla mancanza di ossigeno e alle temperature rigide che si trovano a dodicimila metri rimanendo privo di sensi per gran parte della durata del volo[6].